# Sassenheim
Sassenheim (lokaal ook wel uitgesproken en geschreven als Sassem) is een plaats en voormalige gemeente in Zuid-Holland. Per 1 januari 2006 is de gemeente met gemeenten Voorhout en Warmond opgegaan in de gemeente Teylingen. Sassenheim had 16.020 inwoners (1 januari 2023) en de bebouwing had ten tijde van de samenvoeging haar grenzen nagenoeg bereikt. Sassenheim heeft geen overige dorpskernen maar wel buurtschappen, zoals Klinkenberg. De buurtschap Teijlingen is weliswaar aan Sassenheim vastgebouwd, maar maakt vanouds deel van de voormalige gemeente Voorhout. In die buurtschap staat de bekendste bezienswaardigheid van Sassenheim, de ruïne van Teijlingen die tevens naamgever is van de huidige gemeente.

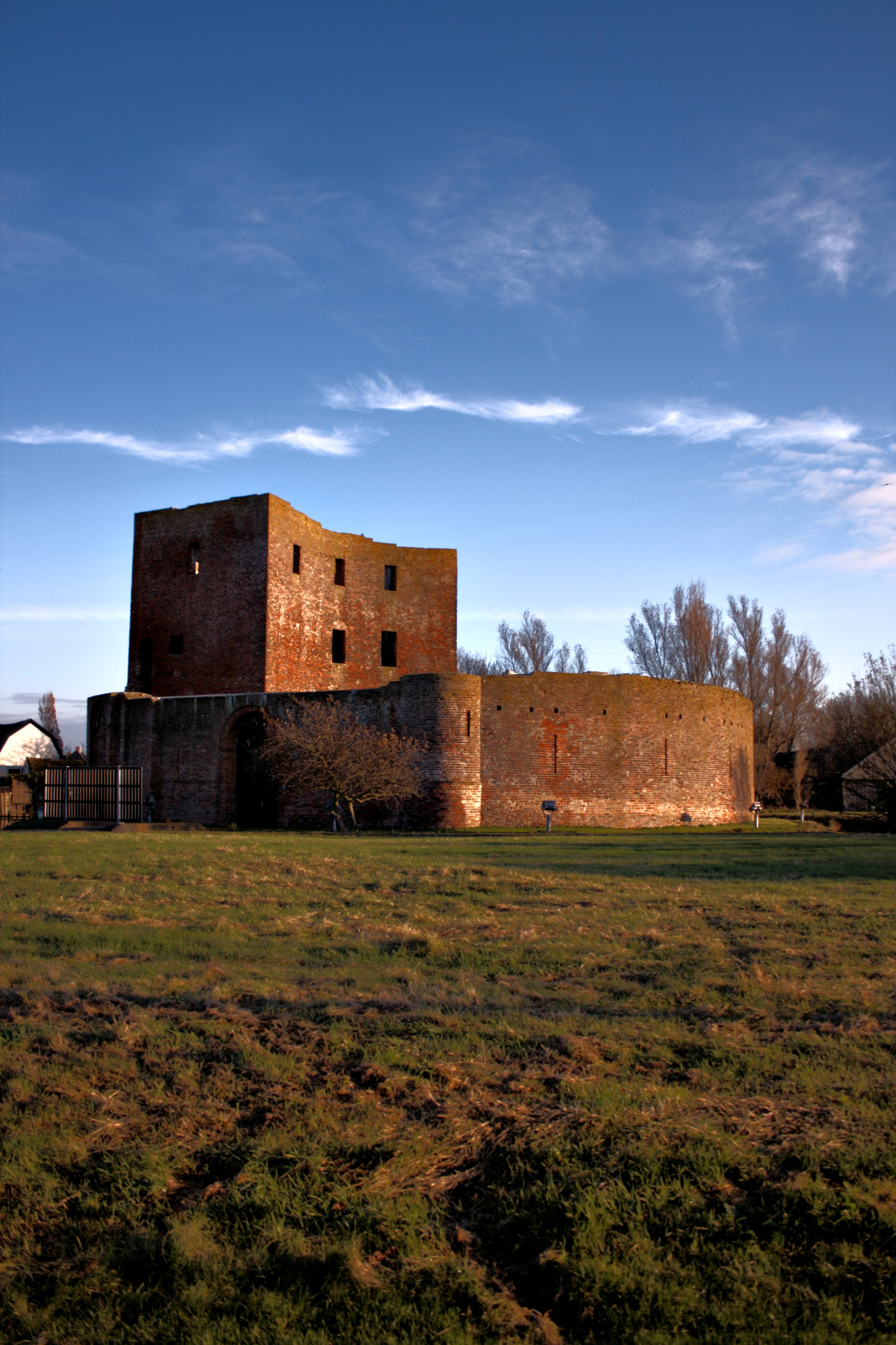
De ruïne van Teylingen in 2007

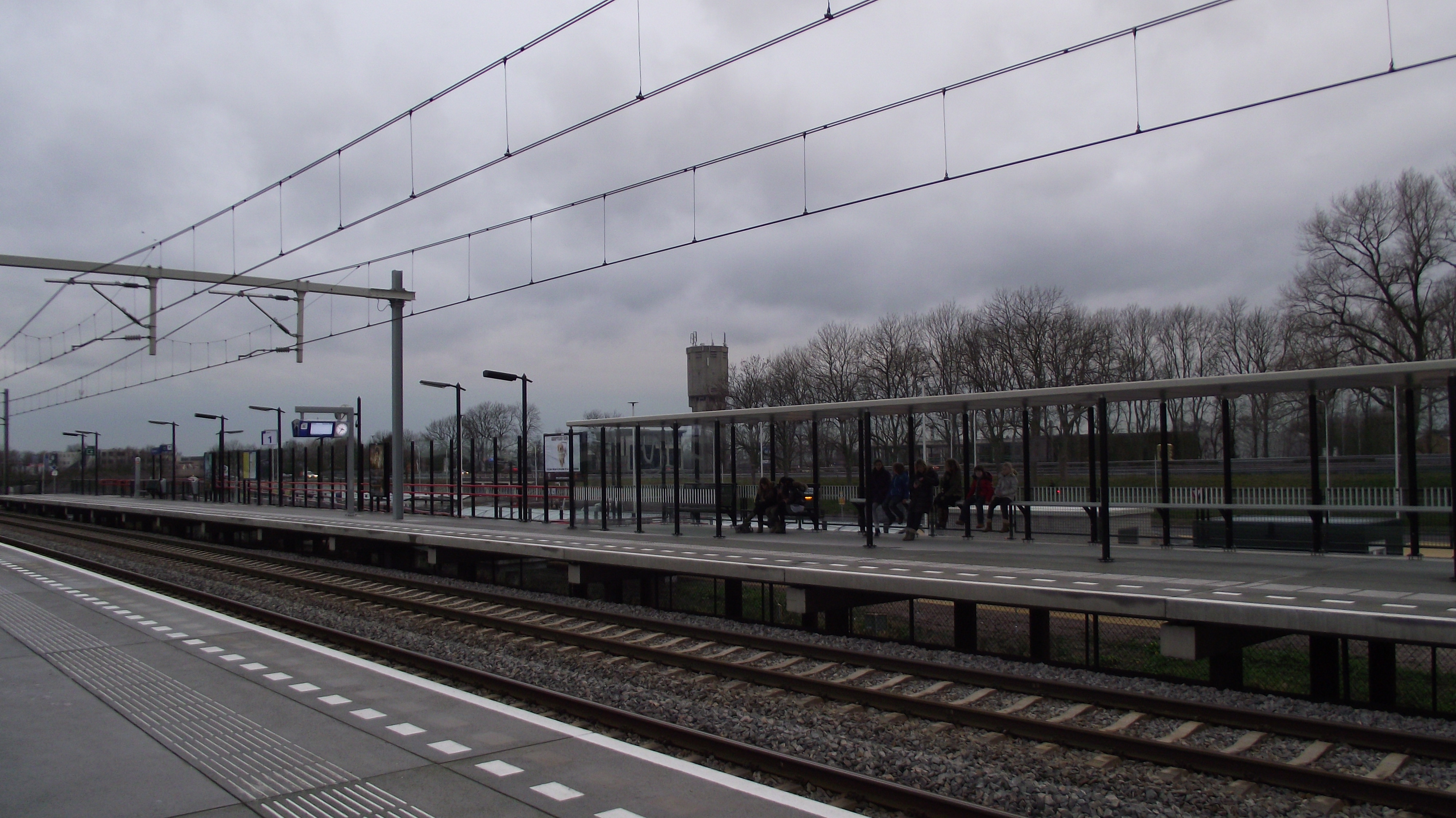
Station Sassenheim

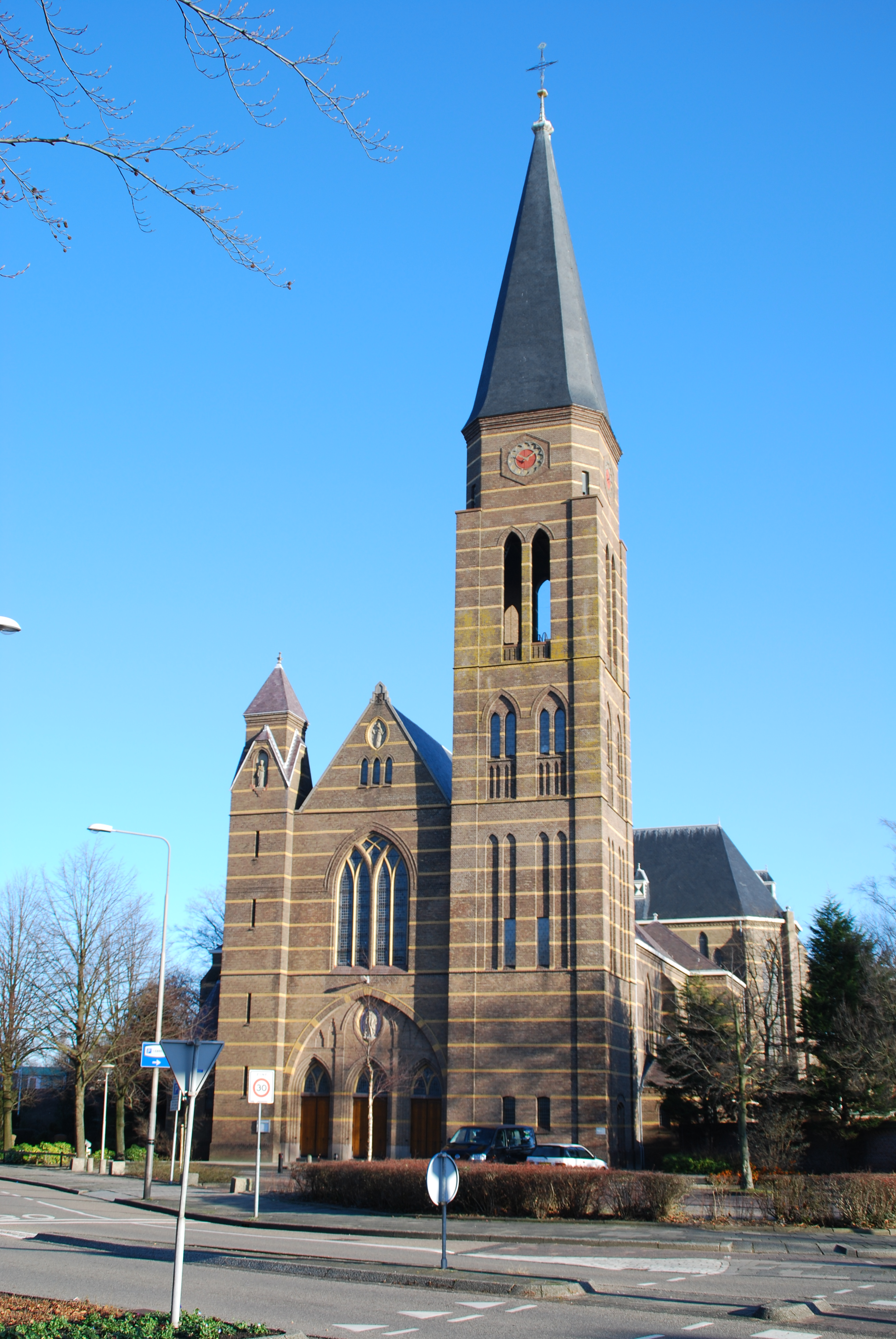
Pancratiuskerk Sassenheim

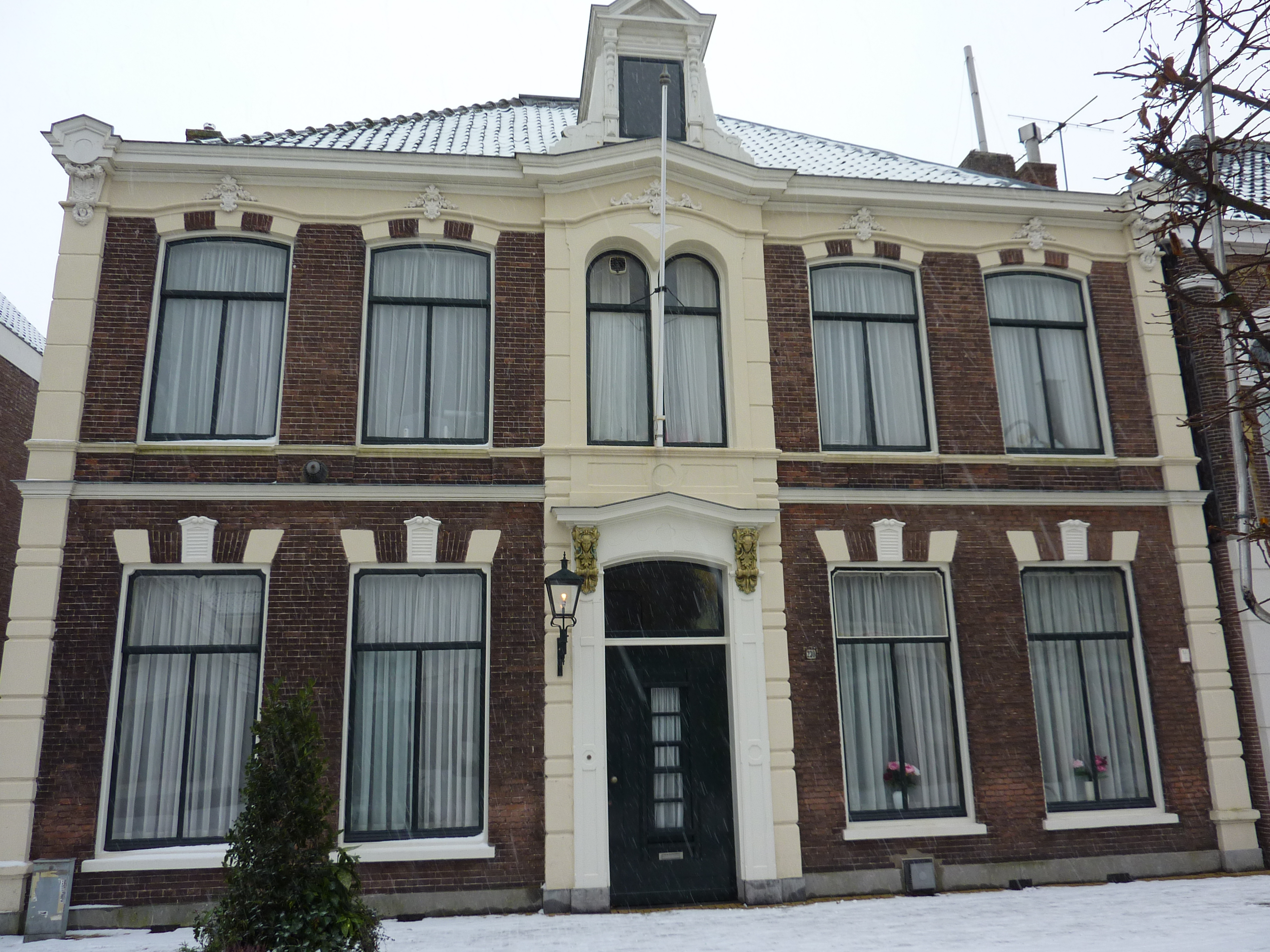
Sassenheim Hoofdstraat nr 230

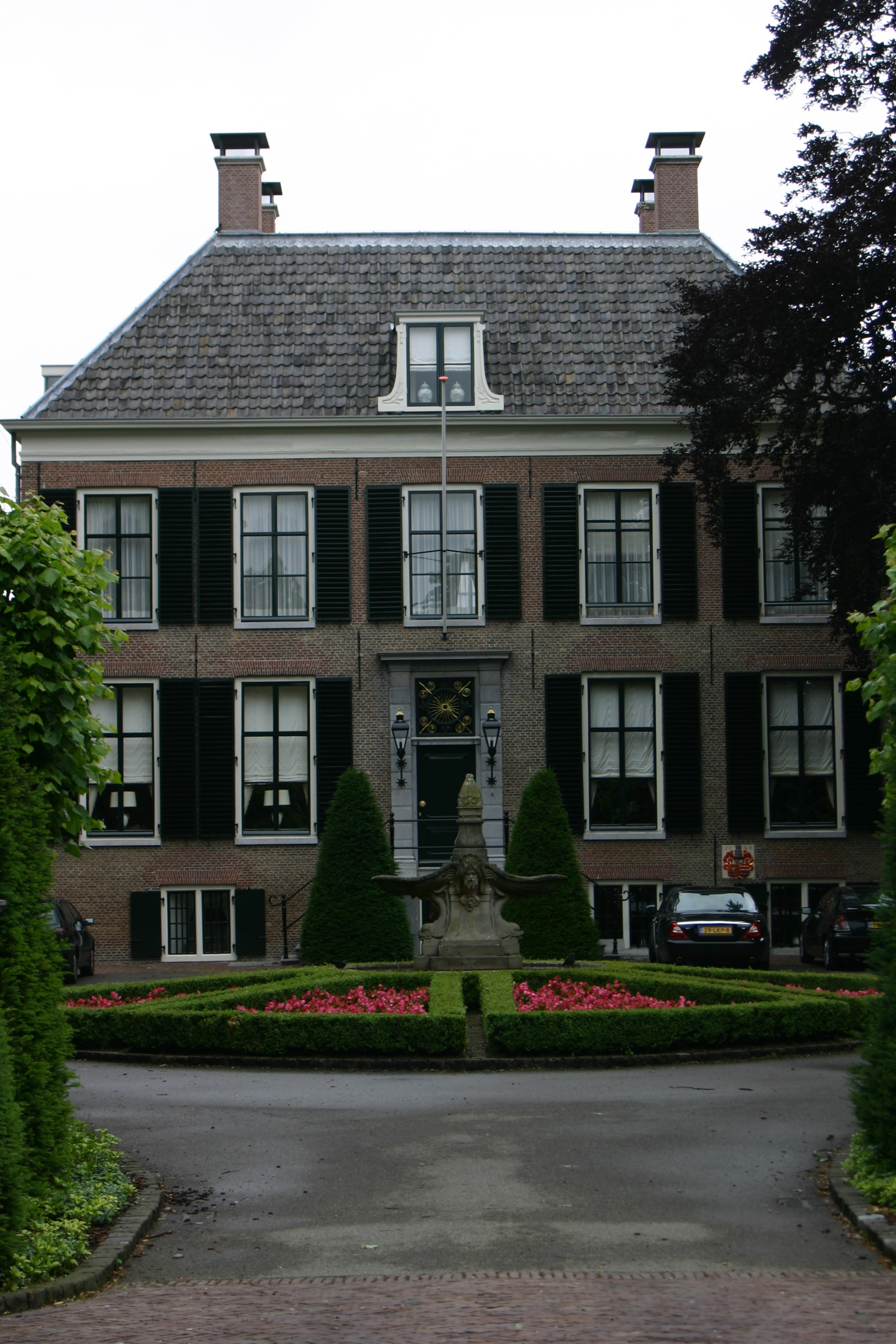
Het Oude Koningshuys, Sassenheim

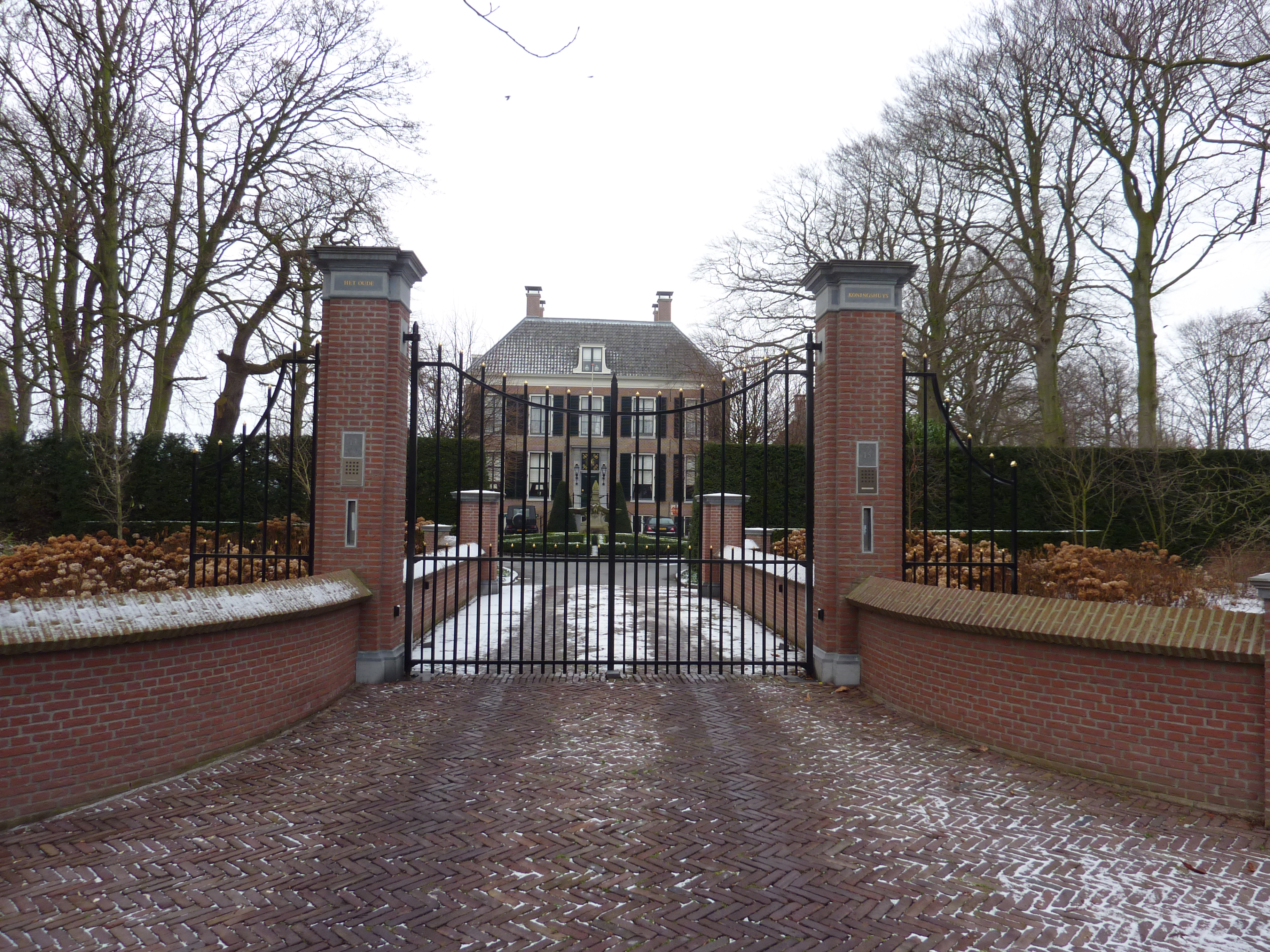
Toegangshek Het Oude Koningshuys, Sassenheim

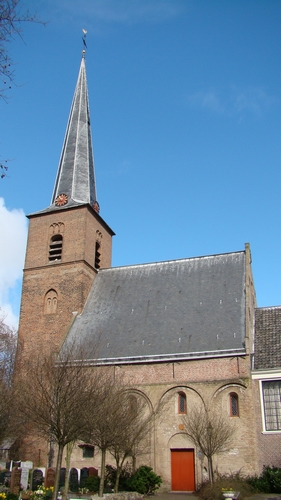
Sassenheimse dorpskerk

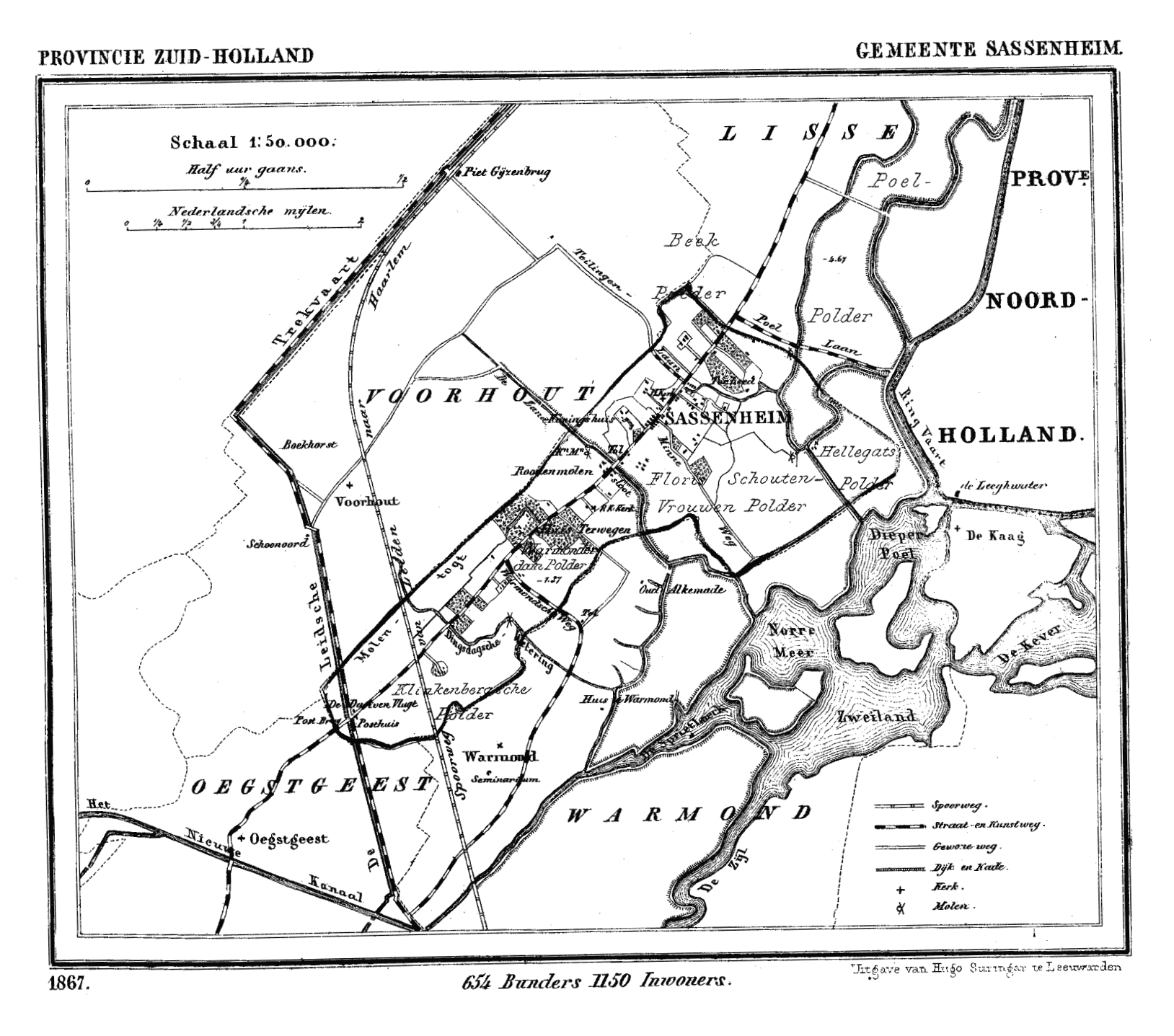
Sassenheim in 1867

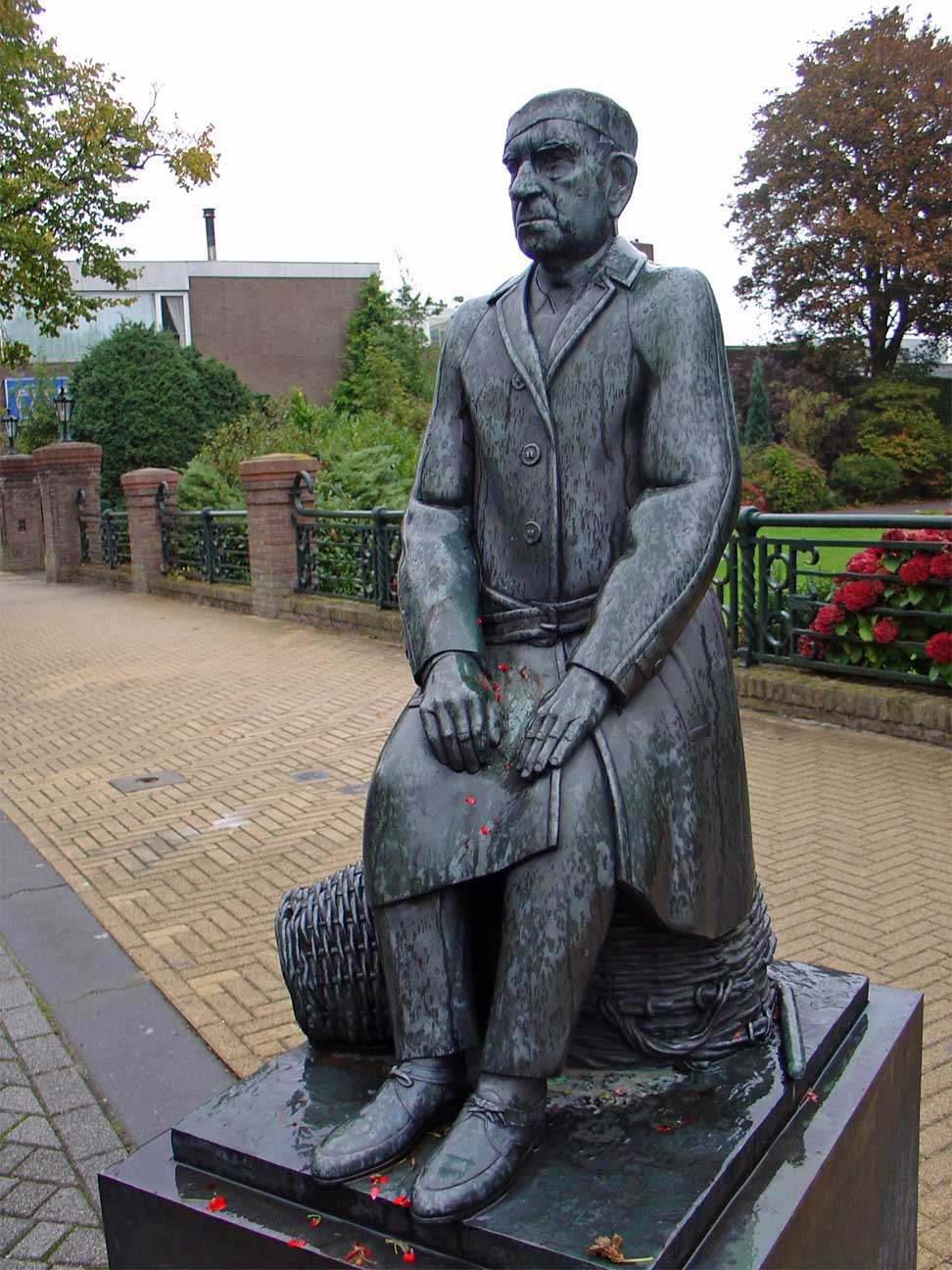
Zittende man op bollenmand

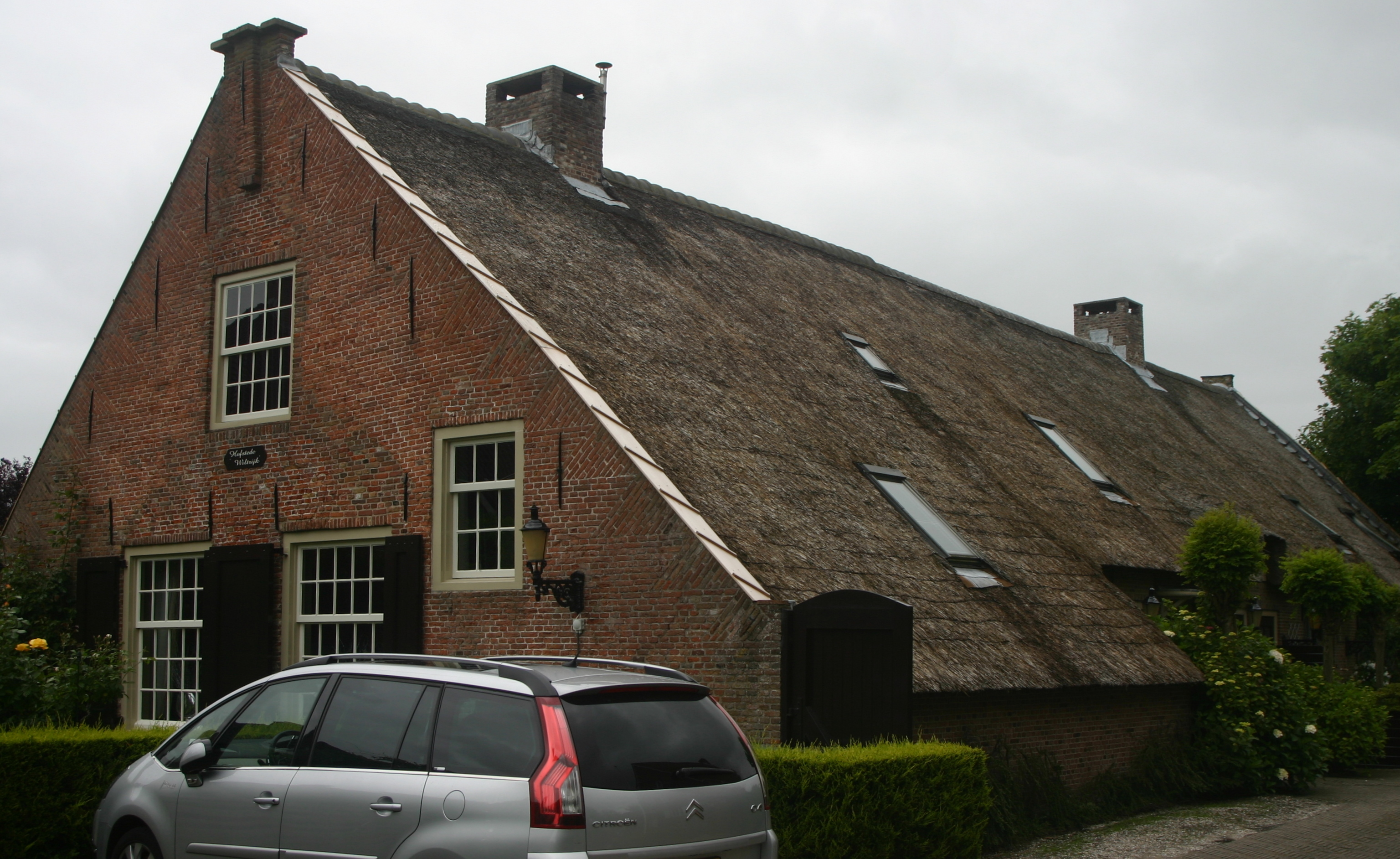
Hofstede Wiltrijk, Sassenheim

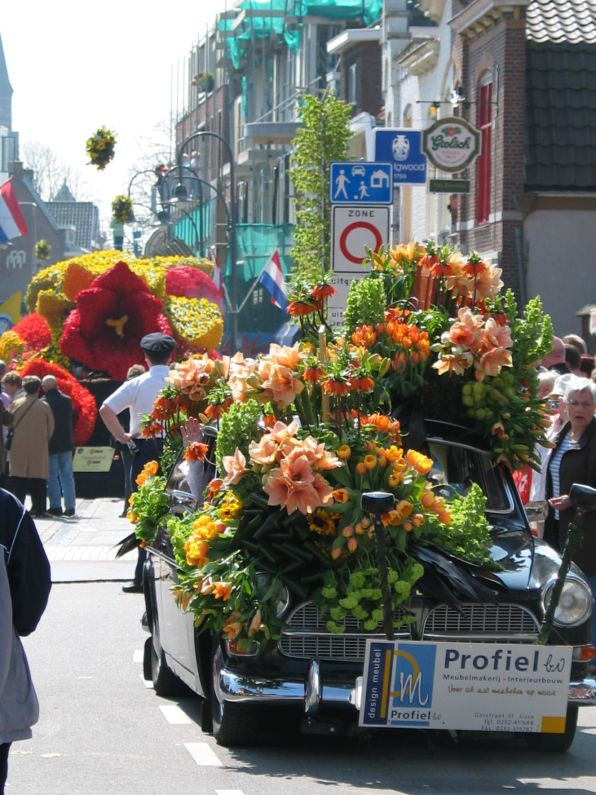
Bollenstreek Bloemencorso Sassenheim 2005

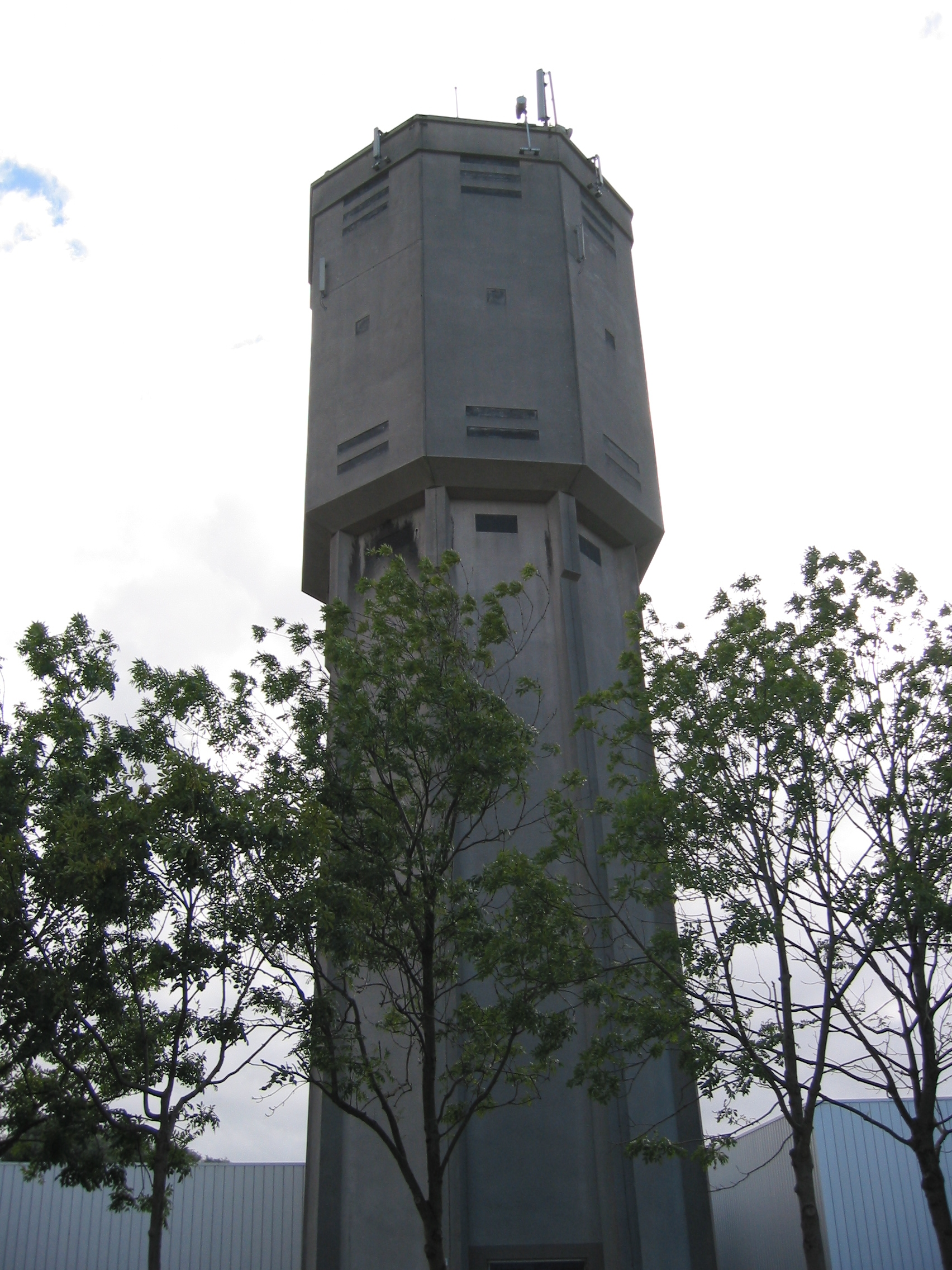
Sassenheimse watertoren

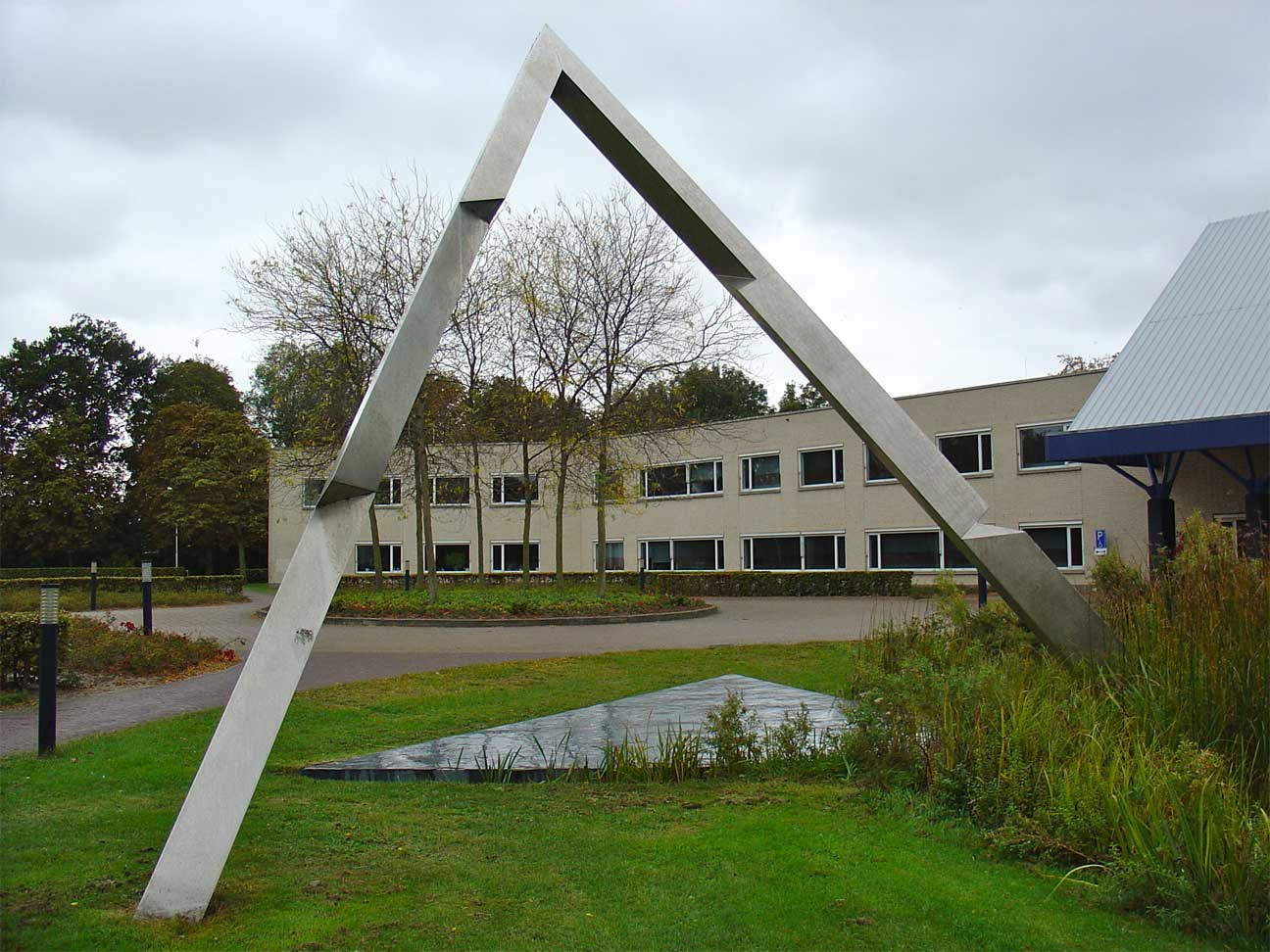
Sculptuur voormalig gemeentehuis Sassenheim (thans gemeentekantoor)

## Geschiedenis en etymologie

### Prehistorie
De kuststrook waaraan Sassenheim ligt, behoort tot de oudst bewoonde delen van Holland. Vanaf zo'n 5000 jaar geleden zijn in dit gebied strandwallen ontstaan door inwerking van de zee, waarbij jongere strandwallen gevormd werden ten westen van de oudere. Sassenheim is ontstaan op de oude strandwallen, toen de kust dus meer naar het oosten lag dan tegenwoordig. Deze ontwikkeling van strandwallen duurde tot in de Romeinse Tijd. Ten oosten van de strandwallen ontstond een moerasgebied. Als gevolg van zandwinning, uitbreiding van steden en dorpen en grondbewerking voor de bloembollenteelt zijn in de regio de strandwallen afgegraven. De Sassenheimse dorpskerk, die zich boven het straatniveau bevindt, herinnert nog aan de oude strandwal.
Door de afgraving zijn veel prehistorische bewoningssporen verloren gegaan. Er zijn echter in de hele regio talrijke sporen gevonden uit het Neolithicum en latere perioden. Vlak bij de Sassenheimse Sikkens Lakfabriek (AKZO Nobel) is een stenen sikkel uit die tijd gevonden. Deze werd gebruikt voor het snijden van riet en moerasgras. Ook gedurende de Bronstijd en IJzertijd was waarschijnlijk vrijwel het gehele strandwallengebied bewoond. De mensen leefden in die tijd van de jacht, van akkerbouw en van veeteelt.

### Romeinse tijd
In de 1e eeuw na Christus legden de Romeinen ten zuiden van Sassenheim de noordgrens van hun rijk langs de huidige Oude Rijn, toen de belangrijkste tak van de Rijndelta. Vanuit het kustgebied voerden hun schepen van en naar Brittannië. Waarschijnlijk werkten de Romeinen samen met de in het kustgebied wonende Germaanse stam van de Cananefaten. Bij Voorburg is een inscriptie teruggevonden, Municipium Aelium Cananefatium. Aangenomen werd dat de Cananefaten (waar de hoofdstad naar vernoemd is) een afsplitsing waren van de Bataven, die op hun beurt weer een afsplitsing waren van de Chatten. Tegenwoordig wordt dit betwijfeld. Op basis van moderne opvattingen is het waarschijnlijker dat de etnogenese van de Cananefaten plaatsvond in het kustgebied zelf.
De vondst van een 2000 jaar oude waterput met een doorsnede van 125 centimeter bij Sassenheim duidt erop dat hier een relatief grote Germaanse nederzetting was. Het is daarmee niet gezegd dat de Sassenheimse nederzetting dus ook Cananefaats is. De Romeinse geschiedschrijver Tacitus vermeldt, dat de Frisii zich in twee secties aan de monding van de Rijn hadden gevestigd, maar aangenomen wordt, dat de meest westelijke groep daarvan pas na de neergeslagen Bataafse Opstand onder aanvoering van Julius Civilis (70 na Chr.) in het gebied van de Cananefaten, (Zuid-)Holland, aankwamen. Het precieze verloop van deze zuidwestelijke expansie is onbekend. Waarschijnlijk ging het om losse verhuizingen langs het kustgebied tot diep in Vlaanderen en niet om territoriale uitbreidingen. Dit proces wordt verondersteld al vroeg in de Romeinse tijd te zijn begonnen en bereikte waarschijnlijk een hoogtepunt in de 3e eeuw.
In de 4e eeuw, de periode van de Grote Volksverhuizingen verlaten de Romeinen de streek richting het zuiden. Met hen vertrekt een belangrijk deel van de geromaniseerde Cananefaten, die waarschijnlijk opgingen is het stamverband van de Franken. De uitzonderlijk woeste zee en de daarmee gepaard gaande kusterosie, dwingen ook de Frisii halverwege de 3de eeuw grote delen van hun land te verlaten, zoals aan de hand van een vrij plotseling gebrek aan archeologische vondsten kan worden aangetoond. Velen wijken uit naar wat nu Vlaanderen en Engeland (Kent) is.

### Vroege Middeleeuwen
Vanaf eind 5e eeuw en vroege 6e eeuw vond opnieuw bewoning plaats in het kustgebied, door mensen die weer Friezen worden genoemd. Dit had sinds de Grote Volksverhuizing zeer waarschijnlijk vooral een politieke inhoud, en niet zozeer een etnische. De bevolking in deze periode bestond namelijk voornamelijk uit binnentrekkende Angelen en Saksen, al is niet uit te sluiten dat er nog oude Friezen in het gebied zijn achtergebleven. Dit zou een mogelijke verklaring kunnen zijn voor de naam Sassenheim: heim of woonplek van Saksen.
Aannemelijker is echter dat de naam Sassenheim is afgeleid van de (al dan niet Saksische) persoonsnaam Sahso (Saxo), een vorm die wel meer voorkwam in West-Nederland en aansluit bij de eerst gedocumenteerde naam Sagnem. M. F. P. Dijkstra stelt dat dit het geval moet zijn, omdat plaatsnamen eindigend in -heem (of een variant daarom zoals -om, -um, -heim etc.) die aan een persoonsnaam zijn gekoppeld doorgaans verder van de rivier afliggen (in dit geval de Rijn) dan plaatsnamen die zijn gebaseerd op een zelfstandig naamwoord en aan de riviermonding liggen. De eerste groep is later ontstaan, wat aansluit bij archeologische vondsten in het gebied; de plaatsnamen gebaseerd op een persoonsnaam moeten individuele ontginningen zijn geweest (die in een later stadium ontstonden). Dat deze nederzettingen later zijn ontstaan of in ieder geval geen grote betekenis hadden, blijkt ook uit de activiteiten van Angelsaksische monniken uit Engeland in het gebied eind 7e eeuw.
De komst van deze monniken maakt echter ook een derde – doch door Sassenheims geografische ligging minder aannemelijke – hypothese mogelijk: dat het dorp is gesticht door Angelsaksische bezoekers van de andere kant van de Noordzee. In het jaar 690 kwam Willibrord met 11 monniken bij Katwijk aan land. Zijn opdracht was de (nieuwe) Frisii tot het christendom te bekeren. Onder zijn leiding werden een aantal moederkerken gesticht, onder andere in Oegstgeest. Vanuit Voorhout werd later pas in Sassenheim een kapelletje gesticht. Wanneer er toch van wordt uitgegaan dat de plaatsnaam Sassenheim woonplaats der Saksen betekent, is dit indirect een aanwijzing voor een gering aandeel van Saksische migranten vlak ten noorden van de Rijnmond te midden van bewoners met een andere etnische achtergrond.
Willibrord gaf zijn bezittingen aan de abdij van Echternach, die ook door hem was gesticht. Door de invallen van de Noormannen kon deze abdij de controle over alle goederen en rechten niet goed uitvoeren. De Bisschop van Utrecht nam deze taak over, maar ook hij moest vluchten voor de Noormannen. Toen deze eindelijk verdreven waren, bleken de Hollandse Graven alle bezittingen ingepikt te hebben. Daarom maakte de Bisschop van Utrecht een lijst van alle goederen die na 850 verloren waren gegaan. Op deze lijst wordt voor het eerst melding gemaakt Hostsagnem (Oost-Sassenheim) en Westsagnem (West-Sassenheim). De naam is dus al sinds de eerste helft van de 9e eeuw in gebruik. Later in de 10e eeuw werd de naam Saxnem, Zassenem of Sassem gebruikt.

### Late Middeleeuwen
Na de opkomst van het graafschap Holland uit het Friese grondgebied, verschenen er in de 13e eeuw een drietal ridderhofsteden rond Sassenheim: aan de zuidzijde, nabij de aftakking van de strandwal naar Warmond een kasteel van de heren van Alkemade; aan de NO-zijde, aan de oostelijke rand van de strandwal (aan de "Leede") de ridderhofstede Ter Leede; en vlak ten noorden van het dorp lag een door een gracht omgeven volksburcht langs de westelijke rand van de strandwal. Heer Dirk van Teylingen liet deze waterburcht rond 1250 uitbouwen en versterken tot een woonburcht, waarvan we de restanten nog kennen als de Ruïne van Teylingen. Vanuit deze strategische vesting werd op last van de Hollandse graven in westelijke richting een verhoogde weg naar het grafelijk jachtdomein in de Noordwijkerhoutse duinen aangelegd, door de moerassige strandvlakte; een gedeelte ervan zou voor altijd bekend blijven staan als de Gravendam ('s Gravendamseweg). De landerijen bij Slot Teylingen staan bekend als het keukenduin (waaraan de Keukenhof zijn naam dankt) en ontleent zijn naam aan het feit dat de opbrengsten van het duingebied zoals wild, vee en allerlei kruiden en bessen bestemd waren voor de huishouding ofwel keuken van het slot. De bekendste bewoner was de Hollandse gravin Jacoba van Beieren, die zich in het slot terugtrok na de Hoekse en Kabeljauwse twisten en haar gemaal Frank van Borssele, de eerste stadhouder van Holland na de graventijd.
Het moerasgebied ten oosten van de oude strandwal veranderde in de loop der eeuwen in veengebied, die werden bedijkt, ingepolderd en in cultuur gebracht. De bevolking groeide echter langzaam: in 1369: 133 inwoners (33 huizen), in 1623: 276 inwoners (in 69 huizen).

### Moderne tijd
In de 17e en 18e eeuw bouwden rijke kooplieden langs de Heerweg, de huidige Hoofdstraat, hun prachtige zomerverblijven. Op een enkele na zijn deze allemaal verdwenen. Rond 1860 kwam Sassenheim pas echt tot bloei door de opkomst van de bloembollenteelt. In die tijd bezat Sassenheim de grootste korenmolen tussen het IJ en de Maas. De romp van deze molen is opgenomen in de architectuur van de huidige woonwijk Postwijk. Door industrie en handel rijk geworden kooplieden uit de grote steden kwamen naar Sassenheim en stichtten er buitenplaatsen (van noord naar zuid): het Huis ter Leede (op de fundamenten van het oude kasteel), Huize Rusthoff, Het Oude Koningshuis, Huis te Nieuwborgh, Huis Sassigt, Huis Ter Weegen, Wilt Rijk en Clinkenbergh. Destijds had Sassenheim ook het monopolie voor het ophalen van hout- en turfas bij de burgers van Sassenheim, Lisse en Hillegom. De as werd in de asschuur aan de Vaartkade opgeslagen. Uiteindelijk werd de as per schip via De Kaag naar Leiden vervoerd, waar ze aan de zeepziederijen werd verkocht. Zo zijn de inwoners van Sassenheim aan hun bijnaam gekomen: de asbakken.
Vanaf de volkstelling in 1899 groeide het inwonertal van circa 1.950 inwoners naar bijna 7.000 in 1946. Een sterke groei, die zich voortzette tot circa 14.600 inwoners in 1991. Met name de ontwikkeling van Sassenheim als industriegemeente én forensengemeente heeft hiertoe bijgedragen. De groei ging gepaard met een aanzienlijke toename van de welstand. De vernieuwing en de uitbreiding van de winkelstand hield daarmee gelijke tred. Modernisering van panden, kaalslag en nieuwbouw zorgden voor drastische veranderingen in de bebouwing. Veel van het karakteristieke dorpsgezicht ging daarmee verloren. Door grondgebrek zijn er nog maar beperkte mogelijkheden voor woningbouw en is de groei vrijwel tot een eind gekomen.
Na 1945 is de nadruk komen te liggen op het aantrekken van lichte industrie, waardoor de weinige bloembollengronden die Sassenheim bezat, zijn verdwenen. Sassenheim heeft zich ontwikkeld als industrie- en forensengemeente.

## Bestuur en justitie
In Sassenheim is het gemeentekantoor van Teylingen gevestigd. In het gemeentekantoor is ook het politiebureau van de gemeente gevestigd.
Sassenheim heeft een particuliere justitiële jeugdinrichting (ontworpen door Van Egmond; architecten), Forensisch Centrum Teylingereind. In de volksmond wordt de inrichting jeugdgevangenis genoemd. Binnen Teylingereind verblijven jongeren die op last van de kinderrechter in een gesloten omgeving geplaatst zijn. Zij zitten in voorlopige hechtenis, hebben een detentiestraf of PIJ-maatregel opgelegd gekregen of zijn opgenomen ter observatie. Jongeren tussen 12 en 18 jaar worden gedurende korte of langere periode behandeld. Binnen Teylingereind is een vso/zmok-school, genaamd De Burcht.

## Economie
De bloembollenteelt heeft voor de groei van Sassenheim gezorgd, maar is bijna volledig uit het dorp verdwenen. Ten opzichte van de andere dorpen in de Bollenstreek is er vrij veel industrie gevestigd. De vestiging van AkzoNobel is de grootste en is voortgekomen uit de verf- en lakfabriek Sikkens, die zich in 1939 vanuit Groningen in Sassenheim had gevestigd. AkzoNobel is gevestigd op het bedrijventerrein Sassenheim-Zuid. Het dorp heeft daarnaast twee andere bedrijventerreinen: Jagtlustkade en Industriekade.
In Sassenheim staan ook een verffabriek van Akzo Nobel, een koekfabriek, een pakkettensorteercentrum van PostNL en een distributiecentrum van Dirk.

## Bezienswaardigheden
Sassenheim heeft 22 rijksmonumenten. De belangrijkste bezienswaardigheden zijn:
- De Pancratiuskerk
- De Dorpskerk
- Ruïne van Teylingen (aan Sassenheim grenzend maar op grond van Voorhout)
- Molen van Speelman (romp) in de Postwijk

Zie ook:
- Lijst van rijksmonumenten in Sassenheim
- Lijst van gemeentelijke monumenten in Sassenheim

## Verkeer en vervoer
Sassenheim heeft een treinstation aan de Schiphollijn tussen Leiden en Schiphol. Op 9 december 2011 werd het station geopend. Sinds de aanleg van deze spoorlijn was het de wens van de gemeente om ook een halte bij het dorp te krijgen. De NS wilde dit nieuwe station alleen bedienen als alle lokale buslijnen ook het station zouden bedienen. Hiertoe werd een bustunnel onder de snelweg aangelegd om het station bereikbaar te maken voor buslijnen van en naar het station. 
Ten oosten van Sassenheim loopt de autosnelweg A44.

## Weergemiddelden
| Maand                                           | jan   | feb  | mrt   | apr  | mei  | jun  | jul  | aug  | sep  | okt  | nov  | dec   | Jaar  |
| ----------------------------------------------- | ----- | ---- | ----- | ---- | ---- | ---- | ---- | ---- | ---- | ---- | ---- | ----- | ----- |
| Hoogste maximum (°C)                            | 13,8  | 15,9 | 20,8  | 25,9 | 29,7 | 33,5 | 33,1 | 34,6 | 28,7 | 24,5 | 17,5 | 15,4  | 34,6  |
| Gemiddeld maximum (°C)                          | 5,6   | 6    | 9     | 11,8 | 16,3 | 18,4 | 20,6 | 21,2 | 18,1 | 14,1 | 9,5  | 6,9   | 13,1  |
| Gemiddelde temperatuur (°C)                     | 3,4   | 3,3  | 5,8   | 8    | 12,1 | 14,6 | 16,9 | 17,1 | 14,5 | 10,8 | 7    | 4,7   | 9,9   |
| Gemiddeld minimum (°C)                          | 0,7   | 0,4  | 2,4   | 4    | 7,6  | 10,5 | 13,0 | 12,8 | 10,5 | 7,2  | 4,1  | 2,1   | 6,3   |
| Laagste minimum (°C)                            | −16,4 | −14  | −11,1 | −4,4 | −1,5 | 1,7  | 5,4  | 5,5  | 1,2  | −4,4 | −7,1 | −10,6 | −16,4 |
|                                                 |       |      |       |      |      |      |      |      |      |      |      |       |       |
| Neerslag (mm)                                   | 64,9  | 43,4 | 60,5  | 43,5 | 48,3 | 65,1 | 66,1 | 61,1 | 85,8 | 87,8 | 88,7 | 73,9  | 789,1 |
| Bron: KNMI: gemiddelden en extremen (1971-2000) |       |      |       |      |      |      |      |      |      |      |      |       |       |

## Sport en cultuur

### Scouting
- Scojesa – landscouting
- Tjarda – zeeverkenners

### Sport
Sassenheim heeft het grootste sportcomplex van gemeente Teylingen, genaamd de Wasbeek. Op dit sportcomplex zijn verschillende sportvelden en een zwembad te vinden. Daarnaast spelen The Bassets, Tennis Vereniging Sikkens (TVS)], tennisclub STV en de korfbalvereniging TOP in Sassenheim. De voetbalverenigingen Ter Leede en RKVV Teylingen spelen op sportcomplex De Roodemolen. Voor een relatief klein dorp als Sassenheim, spelen veel clubs op de hoogste niveaus van Nederland. TOP wordt gezien als een van de beste korfbalverenigingen van Nederland.
Sportverenigingen:
- Ter Leede – voetbalclub
- Tennis Vereniging Sikkens
- RKVV Teylingen – voetbalclub
- BC Dynamo – badmintonvereniging
- VCS – volleybalclub
- RC The Bassets – rugbyclub
- STV – tennisclub
- ZVS – Sassenheimse Zwemvereniging – zwem- & poloclub
- Sassenheimse IJsclub – ijsclub
- RETURN – turn- en atletiekvereniging
- KV TOP – korfbalvereniging
- TTV – twirlvereniging
- ARGOS – twirlclub
- De Vaste Voet (DVV) – jeu-de-boulesvereniging

### Muziekverenigingen
- Drum- en Showband Adest Musica
- Christelijke Harmonievereniging Crescendo
- De Lenteklokjes en Caprice (jeugd- en kinderkoor)
- Accordeonvereniging D.S.V.P.
- De Feesttoeters
- De Flierefluiters
- Kleintje Pils
- De Straatklinkers
- Verbrassing
- Het Muzenhuis (rooms-katholiek)

### Vrije academies
- De Sassenheimse Vrije Academie voor Kunst en Cultuur (openbaar)

## Kerken
In Sassenheim zijn vier actieve kerken:
- Dorpskerk
- Julianakerk
- Pancratiuskerk
- Havenkerk

Daarnaast is er ook een moskee in het dorp.

## Stedenbanden
Sassenheim heeft banden met de volgende steden:
- Tileagd (Roemenië), sinds 2001[15]

## Bekende Sassenheimers

### Geboren
- Anna Maria Kruijff (1870-1946), schilder en illustrator
- Bart Zoet (1942-1992), wielrenner
- Marjet Huiberts (1960), kinderboekenschrijfster
- Erland Galjaard (1967), voormalig programmadirecteur RTL 4
- Phil Tilli (1972), gitarist bij Moke en de Tröckener Kecks
- Martin Hersman (1974), schaatser
- Maxime Meiland (1995), mediapersoonlijkheid
- Andrea Bouma (1999), atlete
- Donny Warmerdam (2002), voetballer

### Bewoners
- Frank van Borssele (ca. 1395), stadhouder van Holland en Zeeland
- Jacoba van Beieren (1401), gravin van Holland, Zeeland en Henegouwen
- Josephus Leopoldus Elst (1897), Opperwachtmeester der Marechaussee, verzetsheld, datum van overlijden 03-05-1945), straat naar vernoemd: Joseph Elststraat
- Riet Grabijn-van Putten (1933), SGP-lid en vrouwenrechtenactiviste binnen de partij

## Trivia
- Sassenheim is ook de Duitse benaming voor een plaats in het Groothertogdom Luxemburg. Daar wordt deze plaats Sanem (Frans) of Suessem (Luxemburgs) genoemd.
- Er bestaat een woordgrapje over Sassenheim, dat het in de Tweede Wereldoorlog door de Duitsers het mooiste dorp in Nederland werd gevonden: "En wat vinden de Duitsers het mooiste dorp in Nederland? Sassenheim! Want daar vinden ze de S.A., de S.S. en hun Heim" - Anne de Vries, De storm steekt op, uitgeverij G.F. Callenbach 1952)

## Noot
1. 1 2 3 4 5  Tabel: Bevolking; maandcijfers per gemeente en overige regionale indelingen, 1 januari 2023, Centraal Bureau voor de Statistiek, Voorburg/Heerlen
2. ↑   Lesbrief Sassenheimse geschiedenis
3. ↑  [dode link] Ontgonnen verleden Zuid-Holland, pp. 14
4. ↑   Rondom de Mondingen Van Rijn and Maas: Landschap en Bewoning Tussen de 3e en 9e Eeuw in Zuid-Holland, in Het Bijzonder de Oude Rijnstreek, p. 68
5. ↑  Publius Cornelius Tacitus - De origine et situ Germanorum, paragraaf 34
6. ↑  Vondst van (Fries) Tritzumer aardewerk te Zele-Kamershoek, uit de Romeinse tijd
7. ↑   Namen van Nederlandse stammen: Frisii
8. ↑   Rondom de Mondingen Van Rijn and Maas: Landschap en Bewoning Tussen de 3e en 9e Eeuw in Zuid-Holland, in Het Bijzonder de Oude Rijnstreek, p. 358
9. ↑   Toponymisch Woordenboek van België, Nederland, Luxemburg, Noord-Frankrijk en West-Duitsland (vóór 1226) door Maurits Gysseling (1960), p. 890
10. ↑  http://www.etymologiebank.nl/trefwoord/sassenheim
11. ↑   Rondom de Mondingen Van Rijn and Maas: Landschap en Bewoning Tussen de 3e en 9e Eeuw in Zuid-Holland, in Het Bijzonder de Oude Rijnstreek, p. 92
12. ↑   8DE FRIESE FACTOR Tribale verhoudingen en koningschap in het Hollandse kustgebied, p. 358
13. ↑   Rondom de Mondingen Van Rijn and Maas: Landschap en Bewoning Tussen de 3e en 9e Eeuw in Zuid-Holland, in Het Bijzonder de Oude Rijnstreek, p. 481
14. ↑  https://web.archive.org/web/20131017210719/http://www.kustgids.nl/sassenheim/fr_index.html?%2Fsassenheim%2Fmain1.html
15. ↑  , Stedenband met Tilgead - Roemenië

- Library of Congress Control Number: n79032159
- MusicBrainz: 78799909-3379-4002-af48-3f44198a46ee
- Nationale Bibliotheek van Israël: 987007559661505171
- Virtual International Authority File: 124319983
- WorldCat: E39PBJdRxCwCrykPvdT46pcXVC

Dorpen: Sassenheim · Voorhout · Warmond

Buurtschappen: Klinkenberg · Oosteinde · Teijlingen

Zuid-Holland: Steden en dorpen    Nederland: Provincies · Gemeenten
Alblasserdam · Albrandswaard · Alphen aan den Rijn · Barendrecht · Bodegraven-Reeuwijk · Capelle aan den IJssel · Delft · Den Haag · Dordrecht · Goeree-Overflakkee · Gorinchem · Gouda · Hardinxveld-Giessendam · Hendrik-Ido-Ambacht · Hillegom · Hoeksche Waard · Kaag en Braassem · Katwijk · Krimpen aan den IJssel · Krimpenerwaard · Lansingerland · Leiden · Leiderdorp · Leidschendam-Voorburg · Lisse · Maassluis · Midden-Delfland · Molenlanden · Nieuwkoop · Nissewaard · Noordwijk · Oegstgeest · Papendrecht · Pijnacker-Nootdorp · Ridderkerk · Rijswijk · Rotterdam · Schiedam · Sliedrecht · Teylingen · Vlaardingen · Voorne aan Zee · Voorschoten · Waddinxveen · Wassenaar · Westland · Zoetermeer · Zoeterwoude · Zuidplas · Zwijndrecht

Steden en dorpen · Voormalige gemeenten · Nederland: Provincies · Gemeenten